# Bodi (Nyanon)
Bodi est un village du Cameroun, rattaché à la commune de Nyanon, situé dans le département de la Sanaga-Maritime et la région du Littoral, situé à 19 km de Bipok. 

## Population et développement
En 1967, la population de Bodi était de 168 habitants, essentiellement des Bassa. La population de Bodi était de 172 habitants dont 102 hommes et 70 femmes, lors du recensement de 2005.  